# Saraland
Saraland – miasto w Stanach Zjednoczonych, w stanie Alabama, w hrabstwie Mobile. W roku 2023 miasto zamieszkiwało 16 435 osób, a gęstość zaludnienia wynosiła 288,3 osoby/km².